# Friedrich Wilhelm I. (Sachsen-Weimar)

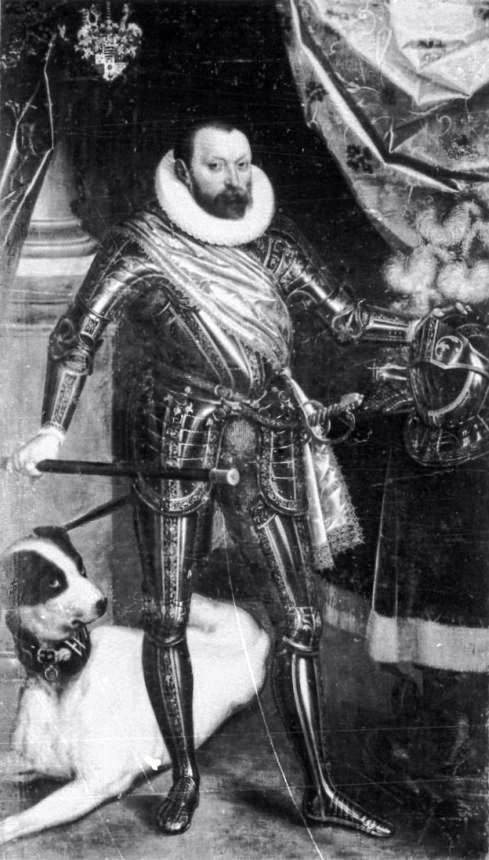
Friedrich Wilhelm I. von Sachsen-Weimar im Harnisch

Friedrich Wilhelm I. von Sachsen-Weimar (* 25. April 1562 in Weimar; † 7. Julijul. / 17. Juli 1602greg. ebenda) war von 1573 bis zu seinem Tode Herzog von Sachsen-Weimar. Er stammte aus dem ernestinischen Familienzweig der Wettiner.

## Leben

### Herzog von Sachsen-Weimar

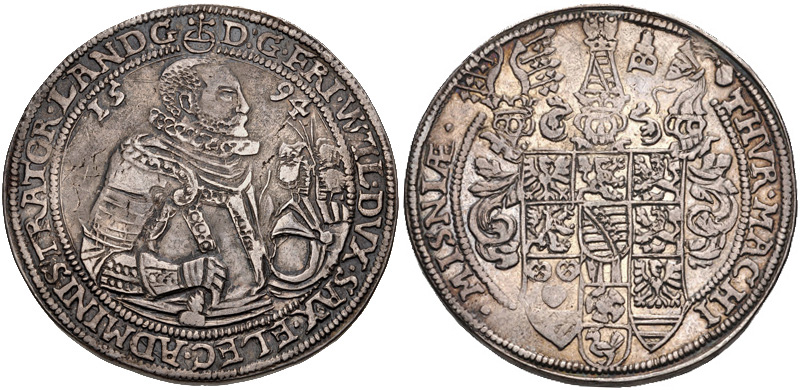
Friedrich Wilhelm, Reichstaler von 1594

Friedrich Wilhelm I. war der älteste Sohn des Herzogs Johann Wilhelm I. (1530–1573) von Sachsen-Weimar aus dessen Ehe mit Dorothea Susanne (1544–1592), Tochter des Kurfürsten Friedrich III. von der Pfalz. Er wurde gründlich ausgebildet und auf Grund seiner Begabung bereits im Alter von 12 Jahren an der Universität Jena immatrikuliert.
Zum Zeitpunkt des Todes seines Vaters war Friedrich Wilhelm I. noch minderjährig, es wurde deshalb zunächst eine vormundschaftliche Regierung für das Herzogtum eingesetzt. In seinem Testament hatte Friedrich Wilhelms Vater Kurfürst Ludwig von der Pfalz und Herzog Johann Albrecht von Mecklenburg als Regenten bestimmt. Die Regentschaft wurde dem entgegen aber von der Herzoginmutter Dorothea Susanne beansprucht, die sich allerdings gegen den sächsischen Kurfürsten August aus der albertinischen Verwandtschaft nicht durchsetzen konnte, der als nächster Agnat des Prinzen die Regentschaft seinerseits beanspruchte. August ließ sich am 8. April 1575 von den Altenburger Ständen huldigen und entließ zahlreiche Geistliche, darunter auch den Erzieher Friedrich Wilhelms Kaspar Bienemann. Als Vormund unterzeichnete er in Friedrich Wilhelms Namen die Konkordienformel von 1577 und das Konkordienbuch von 1580. 1583 wurde Friedrich Wilhelm I. volljährig, begann aber erst nach dem Tod des Kurfürsten August 1586 selbstständig zu regieren. Er erließ 1589 eine neue Polizei- und Landesordnung und stiftete im Jahr darauf den Orden gegen den Missbrauch des Namens Gottes, der allerdings bald wieder einging. 1591 erneuerte er Privilegien und Rechte der Universität Jena.

### Regent in Kursachsen
1591 verstarb in Sachsen der dortige Kurfürst Christian I., der in seinem Testament Friedrich Wilhelm als Vormund für seine drei minderjährigen Söhne Christian, Johann Georg und August und als Kuradministrator von Sachsen eingesetzt hatte. Friedrich Wilhelm hielt sich vor allem in der sächsischen Residenz Torgau auf, wo er verschwenderisch Hof hielt. Er vernachlässigte die Regierungsgeschäfte in Weimar, die von seinem jüngeren Bruder Johann geführt wurden, der gemäß dem ernestinischen Hausgesetz an der Regierung beteiligt war.
In Sachsen verfolgte Friedrich Wilhelm den sogenannten Kryptocalvinismus und ließ den ehemaligen Kanzler Nikolaus Krell verhaften. Dies brachte ihm insbesondere bei den Calvinisten des Reiches keine Sympathien ein. Nach Ende seiner Administration Kursachsens verspottete man ihn mit der Forderung, ihn zu „krellen“.
Seine jährlichen Ausgaben betrugen 83.000 Gulden. Erst als er wegen der Misswirtschaft seiner Verwandten in Coburg zu intervenieren hatte, reduzierte er seine eigenen Ausgaben auf 8000 Gulden. Friedrich Wilhelm gründete in Torgau eine Druckerei.
Für seine drei Mündel gründete er den Orden der brüderlichen Eintracht als äußeres Zeichen brüderlicher Liebe und Einigkeit, dessen Kleinod auf der Vorderseite zwei sich schnäbelnde Tauben zeigte, die Rückseite die Ordensdevise Ecce quam bonum habitare fratres in unum (Siehe, wie fein und lieblich ist’s, wenn Brüder einträchtig beieinander wohnen) aus Psalm 133,1 . In der Münzstätte Dresden ließ er mit ihren Bildnissen Dreibrüdertaler prägen, die wegen der von Kurfürst Moritz aufgehobenen Münzgemeinschaft als merkwürdige Stempeländerung bezeichnet wurde.
1601 endete die vormundschaftliche Regentschaft in Sachsen mit dem Regierungsantritt des Kurfürsten Christian II. und Friedrich Wilhelm I. kehrte nach Sachsen-Weimar zurück. Da er aber bereits ein Jahr später verstarb, hat er keine großen Spuren in der Geschichte des Herzogtums hinterlassen.

## Familie
Friedrich Wilhelm I. heiratete am 5. Mai 1583 in Weimar Sophie (1563–1590), die jüngste Tochter des Herzogs Christoph von Württemberg. Aus dieser Ehe stammten fünf Kinder, von denen jedoch nur zwei Töchter ihren Vater überlebten:
- Dorothea Marie (1584–1586)
- Johann Wilhelm (1585–1587)
- Friedrich (1586–1587)
- Dorothea Sophie (1587–1645), Äbtissin von Quedlinburg
- Anna Marie (1589–1626)

Seine zweite Ehe schloss Friedrich Wilhelm am 9. September 1591 in Neuburg an der Donau mit Anna Maria (1575–1643), Tochter des Herzogs Philipp Ludwig von Pfalz-Neuburg. Da das Herzogtum Sachsen-Weimar nach Friedrich Wilhelms Tod an seinen jüngeren Bruder Johann fiel, wurde 1603 für Friedrich Wilhelms Söhne das Herzogtum Sachsen-Altenburg als eigenständiges Fürstentum von Sachsen-Weimar abgeteilt. Friedrich Wilhelm I. ist somit der Stammvater der älteren Linie der Altenburger Herzöge, die Sachsen-Altenburg bis 1672 regierten. Aus seiner zweiten Ehe hatte er folgende Kinder:
- Johann Philipp (1597–1639), Herzog von Sachsen-Altenburg

⚭ 1618 Prinzessin Elisabeth von Braunschweig-Wolfenbüttel (1593–1650)
- Anna Sophie (1598–1641)

⚭ 1618 Herzog Karl Friedrich von Münsterberg-Oels (1593–1647)
- Friedrich (1599–1625), Herzog von Sachsen-Altenburg
- Johann Wilhelm (1600–1632), Herzog von Sachsen-Altenburg
- Dorothea (1601–1675)

⚭ 1633 Herzog Albrecht von Sachsen-Eisenach (1599–1644)
- Friedrich Wilhelm II. (1603–1669), Herzog von Sachsen-Altenburg

⚭ 1. 1638 Prinzessin Sophie Elisabeth von Brandenburg (1616–1650)
⚭ 2. 1652 Prinzessin Magdalena Sibylla von Sachsen (1617–1668)